# Godfrey (Illinois)
Godfrey ist ein Ort im Westen des amerikanischen Bundesstaats Illinois. Godfrey liegt im Madison County und ist ungefähr 40 km vom Stadtzentrum von St. Louis entfernt, von dem Godfrey durch den Mississippi River getrennt wird. Damit zählt der Ort zu Metro-East, dem östlichen Teil der Metropolregion Greater St. Louis. Das U.S. Census Bureau hat bei der Volkszählung 2020 eine Einwohnerzahl von 17.825 ermittelt.

## Geschichte
Godfrey wurde von Benjamin Godfrey (1794–1862) gegründet und nach ihm benannt, der sich 1834 mit seiner Frau und seinen acht Töchtern in der damals als Scarritt's Prairie bezeichneten Gegend niederließ. Godfrey stammte aus Massachusetts und war ein wohlhabender Geschäftsmann und ehemaliger Schiffskapitän. Godfrey kannte Theron Baldwin (1801–1870), einen Prediger und Missionar, der zusammen mit anderen in Yale ausgebildeten Theologen Bildung und Glauben zu den Siedlern in den damaligen Pioniergebieten der USA bringen wollte. Unter dem Einfluss von Baldwin und seiner eigenen Neubekehrung suchte Godfrey nach einem Weg, das eigene Vermögen im christlichen Sinne auszugeben, getreu dem Motto [W]hat shall it profit a man, if he shall gain the whole world, and lose his own soul? (Mk 8,36 ) So gründete Godfrey 1838 auf seinen Ländereien das Monticello Female Seminary, das Sekundärbildung für junge Frauen anbot. Das Motto der Internatsschule stammte von Godfrey: If you educate a man you educate an individual; educate a woman and you educate a whole family. Von 1838 bis 1843 wurde die Schule von Theron Baldwin geleitet. Das Monticello Seminary bestand als (zweijähriges) Junior College für Frauen bis 1971. Heute wird auf dem ehemaligen Monticello-Campus das Lewis and Clark Community College betrieben. Die Benjamin Godfrey Memorial Chapel, eine 1854 im neuenglischen Stil errichtete Kapelle des Monticello Seminary, wurde 1979 in das National Register of Historic Places aufgenommen, und damit unter Denkmalschutz gestellt.